# Затеченське
Зате́ченське (рос. Затеченское) — село у складі Далматовського району Курганської області, Росія. Адміністративний центр Затеченської сільської ради.
Населення — 686 осіб (2010, 695 у 2002).
Національний склад станом на 2002 рік: росіяни — 95 %.